# SABIC

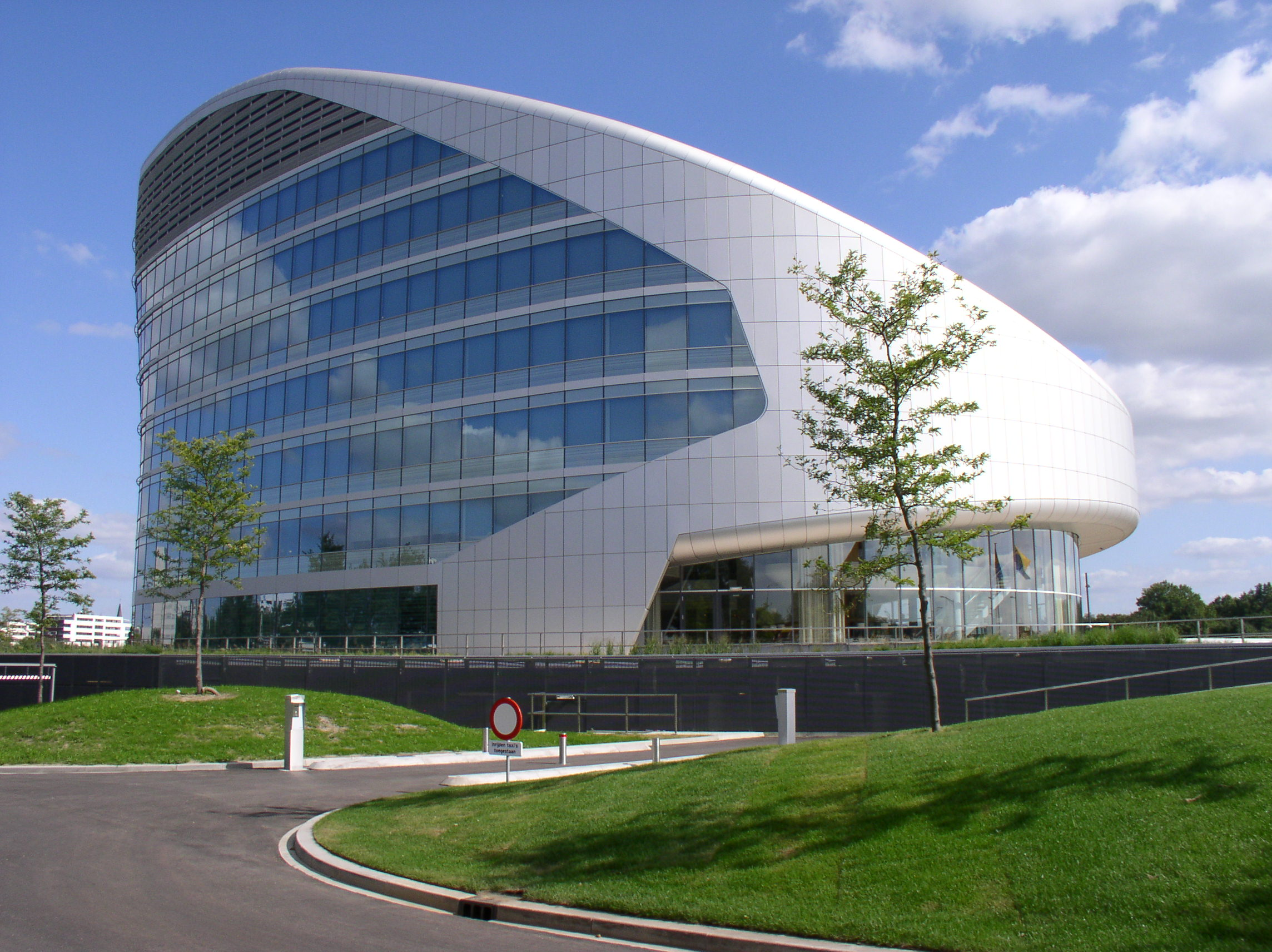
Europees hoofdkantoor SABIC in Sittard

SABIC, gevestigd in Riyad (Saoedi-Arabië), is de grootste petrochemische onderneming van het Midden-Oosten. De naam SABIC staat voor Saudi Arabian Basic Industries Corporation. Het is de grootste beursgenoteerde onderneming van Saoedi-Arabië. Saudi Aramco heeft 70% van de aandelen in handen, de overige 30% is eigendom van beleggers.

## Geschiedenis
SABIC werd in 1976 opgericht. Een van de doeleinden was om het aardgas, dat vrijkwam op de Saoedische olievelden en tot dan toe werd afgefakkeld, in te zetten voor de productie van kunststoffen. Aldus ontstond onder meer een reusachtig chemisch complex in Jubail. Het bedrijf ging vanaf eind jaren 70 van de 20e eeuw joint ventures aan, eerst met kleinere ondernemingen uit Taiwan en Japan, later ook met de chemiedochters van ExxonMobil en Shell, alsmede met Sinopec. Vervolgens werden ook tal van overnames gedaan, waaronder petrochemische activiteiten van DSM in 2002 en de chemische divisie van General Electric in 2007. Op deze wijze trad men in de wereld van de hoogwaardige kunststoffen.
Het bedrijf groeit sterk en in 2009 was het qua omzet reeds het vierde chemieconcern ter wereld. Slechts BASF, Dow Chemical en ExxonMobil zijn groter, het Chinese Sinopec staat op de vijfde plaats.
In september 2018 kocht SABIC een minderheidsbelang van 25% in de Zwitserse fabrikant van fijnchemicaliën Clariant. In 2020 werd het belang verhoogd naar 31,5%.
Medio 2020 kocht Saudi Aramco een aandelenbelang van 70% in SABIC. Saudi Aramco betaalde hier US$ 69 miljard voor en beschouwt de koop als een belangrijke stap in de ontwikkeling als grote speler in de chemische sector.
In september 2023 werd de verkoop bekend gemaakt van de staalactiviteiten. Het Saoedische Public Investment Fund (PIF) neemt van SABIC alle aandelen over van de Saudi Iron & Steel Company (Hadeed). SABIC wil met deze verkoop zich volledig kunnen richten op de chemie. De verkoop van Hadeed levert US$ 3,3 miljard op.

## Activiteiten
De belangrijkste activiteit van SABIC is de petrochemische tak. In 2022 had deze activiteit een aandeel van zo'n 83% in de totale omzet en produceerde bijna 50 miljoen aan chemicaliën in datzelfde jaar. De rest van de omzet werd nagenoeg gelijk verdeeld behaald met de verkoop van kunstmest en staal. Bij SABIC werken ruim 31.000 mensen in zo'n 50 landen.
Europa is de belangrijkste afzetmarkt, hier werd in 2022 zo'n 21% van de omzet behaald. Saudi Arabië volgde op kleine afstand en was de op een na grootste afzetmarkt. Verder is Azië als regio belangrijk, hier werd zo'n 35% van de omzet gerealiseerd.

### Europa
SABIC Europe BV in Sittard is een dochteronderneming van SABIC en omvat alle SABIC-activiteiten in Europa. Deze activiteiten zijn overgenomen van DSM in 2002. Er is een nieuw hoofdkantoor gebouwd op Kantorenpark Sittard.
In Europa bestonden reeds drie grote productielocaties, op Chemelot in Geleen (Nederland), Gelsenkirchen (Duitsland) en in Wilton/Teesside (Engeland). Er werken ongeveer 2300 mensen in Europa voor het concern. Medio 2007 zijn ook de vestigingen van GE Plastics in Bergen op Zoom en Cartagena overgenomen. Sindsdien werken alleen al in Nederland ongeveer 3200 mensen bij SABIC, de helft in Sittard (hoofdkantoor) en Geleen (Chemelot), de andere helft in Bergen op Zoom.
In Genk werd eind 2009 een nieuwe compounderingsfabriek in gebruik genomen. Er werken 70-80 mensen. Hier worden samengestelde kunststofkorrels voor de auto-industrie vervaardigd, waaronder Stamax, een met glasvezel versterkte kunststofkorrel.

### Productiecapaciteit Geleen
In Geleen is op het Chemelot-terrein een grote capaciteit aanwezig voor de volgende basisproducten:
- Etheen: 1250 kton/jaar
- Propeen: 675 kton/jaar
- 1,3-butadieen: 130 kton/jaar
- Benzeen: 335 kton/jaar
- LDPE: 590 kton/jaar
- LLDPE: 350 kton/jaar
- HDPE: 320 kton/jaar
- PP: 550 kton/jaar

### Ongevallen en incidenten op Chemelot
In 2015 lekte nafta uit een tank hetgeen leidde tot stankoverlast voor de omgeving en gevaar voor het personeel. Bij een ander incident lekte het gas isobutaan weg, dit werd dagenlang niet opgemerkt door SABIC.
In 2016 ontstond brand bij een naftakraker. Hierbij raakten twee mensen zwaargewond, waarvan een later overleed in het ziekenhuis. In 2019 gebeurde opnieuw een ongeluk bij de naftakraker, er spoot onverwachts vloeistof uit waarbij een onderhoudsmonteur brandwonden opliep.
In november 2023 heeft het Openbaar Ministerie in een rechtszaak een eis neergelegd van € 25 miljoen vanwege vier incidenten op het Chemelot-terrein. Het belangrijkste verwijt is dat SABIC nalatig is geweest met werkinstructies.